# Exit Speed
Exit Speed è un film statunitense del 2008 diretto da Scott Ziehl.

## Trama
Texas, vigilia di Natale. Un autobus con a bordo 10 persone si scontra con una motocicletta. I passeggeri si trovano di fronte ad una banda di motociclisti violenti che bloccano il pullman: sono perciò costretti a rifugiarsi in un buco all'interno di un recinto abbandonato, difendendosi dall'attacco della gang con armi improvvisate.